# Браниця (Куявсько-Поморське воєводство)
Браниця (пол. Branica) — село в Польщі, у гміні Буковець Свецького повіту Куявсько-Поморського воєводства.
Населення — 163 особи (2011).
У 1975-1998 роках село належало до Бидгощського воєводства.

## Демографія
Демографічна структура станом на 31 березня 2011 року:
|          | Загалом | Допрацездатний вік | Працездатний вік | Постпрацездатний вік |
| -------- | ------- | ------------------ | ---------------- | -------------------- |
| Чоловіки | 81      | 14                 | 61               | 6                    |
| Жінки    | 82      | 20                 | 49               | 13                   |
| Разом    | 163     | 34                 | 110              | 19                   |